# Віктор Флесль
Віктор Флесль (нім. Viktor Flessl, 6 листопада 1898 — 18 грудня 1943) — австрійський академічний веслувальник.
Бронзовий призер Олімпійських Ігор 1928 року в складі парної двійки.